# 浑河铁路大桥
浑河铁路大桥位于辽宁省沈阳市，跨越浑河，属于沈大干线重要桥梁之一，是沈阳境内历史最久、长度最长的铁路桥。

## 历史沿革
甲午战争结束后，俄罗斯帝国在战后签订的《马关条约》中联合德国和法国要求日本归还辽东半岛，并最终成功。其后，俄国以“还辽有功”为名，将势力伸入辽东及朝鲜半岛。随后，为加强对东北地区的控制和资源运输能力，大清东省铁路南满支线于1903年7月14日正式通车运营，成为沈阳地区最早投入使用的铁路干线。该线路自新城子出发，经由城西部，呈半弧形绕行后抵达苏家屯。在此过程中，为保障铁路跨越浑河，浑河铁路大桥之中的中线桥随之兴建，成为沈阳最早的跨浑河铁路桥。
日俄战争结束后，根据《朴茨茅斯条约》，日本攫取了东清铁路南满支线（长春至旅顺段）的控制权。为管理和运营这条铁路及其附属地，日本于1906年成立了一个集铁路、矿业、港口、市政、教育、医疗于一体的庞大殖民机构——南满洲铁道株式会社（简称“满铁”）。接管铁路后，为了解决运力瓶颈实现复线运输，满铁决定在既有的中线桥旁增建一座新桥。1919年，由南满洲铁道株式会社修建的上行桥正式落成。
九一八事变后，满洲国成立。为了进一步提升南满铁路的军事运输能力，以配合其太平洋的战争计划，满铁启动了更大规模的铁路扩建工程，包括在奉天驿至浑河站之间开始修建第三条铁路线。作为这条“三线”工程跨越浑河的关键部分，满铁于1939年启动了第三座桥梁下行桥的建设工程。然而，下行桥的建设工作仅完成了桥梁下部结构的施工。随着1941年太平洋战争全面爆发，日本将所有战略资源（尤其是钢铁）优先投入到直接的军事生产中，导致该桥梁的上部结构工程被迫停工。中华人民共和国成立后，下行桥的建设工作开始复工并于1954年通车。

## 架设概况
该桥由三座平行铁桥构成，自上而下依次为中线桥、上行桥和下行桥，各桥功能与结构如下：

### 中线桥
- 结构：23孔桁梁上承结构
- 全长：819.2 m
- 年代：始建于1901年，1902年完工，1903年随东清铁路（沈丹线）通车。

### 上行桥
- 结构：23孔下承拘梁桥
- 全长：798.3 m

### 下行桥
- 结构：23孔板梁上承结构
- 全长：799.9 m